# A Live History of Gluttony and Lust
A Live History of Gluttony and Lust – szósty album koncertowy zespołu Melvins wydany w 2006 roku przez firmę Ipecac Recordings.

## Lista utworów
1. "Pearl Bomb" (Melvins) – 1:39
2. "Hooch" (Melvins) – 2:33
3. "Night Goat" (Melvins) – 7:36
4. "Lizzy" (Melvins) – 4:49
5. "Goin’ Blind" (Simmons/Coronel) – 4:34
6. "Copache" (Melvins) – 1:54
7. "Set Me Straight" (Melvins) / "Deserted Cities of the Heart" (Bruce/Brown) – 2:51
8. "Sky Pup" (Melvins) – 3:17
9. "Teet" (Melvins) – 2:45
10. "Joan of Arc" (Melvins) – 4:19
11. "Honey Bucket" (Melvins) – 2:21
12. "Hag Me" (Melvins) – 8:05
13. "Spread Eagle Beagle" (Melvins) – 12:30

## Twórcy
- King Buzzo – gitara, wokal, instrumenty perkusyjne w piosence "13",
- Dale Crover – perkusja, wokal
- Trevor Dunn – gitara basowa, wokal, perkusja w piosence "13"
- Lustmord – w instrumenty perkusyjne w piosence "13",
- Toshi Kasai – dźwiękowiec
- Edmundo Gomez – inżynier dźwiękowca
- Paul Barros Bessone – inżynier dźwiękowca
- Mackie Osborne – projekt